# Біскупін (Жнінський повіт)
Біскупін (пол. Biskupin, нім. Urstätt) — село в Польщі, у гміні Ґонсава Жнінського повіту Куявсько-Поморського воєводства.
Населення — 314 осіб (2011).

## Демографія
Демографічна структура станом на 31 березня 2011 року:
|          | Загалом | Допрацездатний вік | Працездатний вік | Постпрацездатний вік |
| -------- | ------- | ------------------ | ---------------- | -------------------- |
| Чоловіки | 153     | 33                 | 111              | 9                    |
| Жінки    | 161     | 43                 | 87               | 31                   |
| Разом    | 314     | 76                 | 198              | 40                   |